# Anemia (film)
Anemia è un film italiano del 1985 diretto da Alberto Abruzzese e Achille Pisanti.
Il film è tratto dal romanzo omonimo scritto dallo stesso Abruzzese.

## Trama
A causa di una grave forma di anemia, Umberto, dirigente del partito comunista, oltre a condurre una vita al buio, soffre di incubi e allucinazioni.